# NGC 3032
NGC 3032 (другие обозначения — UGC 5292, MCG 5-23-46, ZWG 152.77, NPM1G +29.0177, IRAS09492+2928, PGC 28424) — линзообразная галактика (SB0) в созвездии Лев.
Этот объект входит в число перечисленных в оригинальной редакции «Нового общего каталога».
В центральных областях галактики, по-видимому, происходят вспышки звёздообразования.